# Monte Andrus
O Monte Andrus é um vulcão em escudo, localizado 3,2 km a sudeste do Monte Boennighausen, na extremidade sudeste da Cordilheira de Ames, na Terra de Marie Byrd, Antártida. É o mais alto monte desta cordilheira, medindo 2978 metros de altura. Mapeado pelo Serviço Geológico dos Estados Unidos a partir de exames topográficos e fotos aéreas feitas pela Marinha dos Estados Unidos, 1964-68. Foi nomeado pelo US-ACAN em homenagem ao tenente Carl H. Andrus, oficial médico e supervisor da Estação Byrd em 1964. A caldeira vulcânica no topo do Monte Andrus mede 4,5 km de diâmetro.